# Basilica di Santa Sabina
La basilica di Santa Sabina all'Aventino è un luogo di culto cattolico del centro storico di Roma, situato sul colle Aventino, nel territorio del Rione XII Ripa. Costruita nel V secolo sulla tomba di santa Sabina, oltre che una delle chiese paleocristiane meglio conservate in assoluto, sebbene pesantemente restaurata, è sede della curia generalizia dell'Ordine dei frati predicatori. È una delle basiliche minori di Roma e su di essa insiste l'omonimo titolo cardinalizio.

## Storia
La chiesa fu costruita dal sacerdote Pietro di Illiria tra il 422 e il 432, sotto il pontificato di Celestino I. Sulla controfacciata della chiesa esiste un mosaico che riporta in esametri latini la dedica della chiesa. La costruzione avvenne sulla casa della matrona romana Sabina, poi divenuta santa, di cui resta all'interno, addossata alla parete di destra, una colonna di granito. Come risulta da alcune iscrizioni ritrovate nei pressi della basilica (CIL VI, 364 e CIL VI, 365), vicino alla chiesa sorgeva il tempio di Giunone Regina, 24 colonne del quale furono riutilizzate per l'edificazione della chiesa. Secondo altri le colonne della navata centrale ed i portali con stipiti e architravi della basilica, provengono dalle Terme Surane, localizzate nelle vicinanze.
Nel IX secolo, la chiesa venne inglobata nei bastioni imperiali. L'interno fu profondamente rimaneggiato nel corso dei restauri di Domenico Fontana nel 1587 prima e di Francesco Borromini nel 1643 poi.
Trasformata in lazzaretto a partire dal 1870, in seguito alla soppressione dei monasteri, fu riportata alla struttura originaria grazie ai restauri di Antonio Muñoz, condotti in due fasi: 1914-19 e 1936-37
Il campanile venne costruito nel XII o XIII secolo e rifatto in epoca barocca. La parte superiore è mozzata e ospita tre campane, risalenti al 1596, 1843 e 1906.
Nel 1219 la chiesa fu affidata da papa Onorio III a Domenico di Guzmán e al suo ordine di frati predicatori, che da allora ne hanno fatto il loro quartier generale.
Al ricordo di Domenico sono legate due curiosità relative a questa chiesa. Nel chiostro si trova una pianta di arancio amaro, secondo la tradizione domenicana piantata nel 1220 da Domenico, che in questa chiesa visse ed operò e nella quale ancora oggi si conserva la cella, trasformata in cappella. Si racconta che Domenico avesse portato con sé un pollone dalla Spagna, sua terra d'origine, e che questa specie di frutto sia stato il primo ad essere trapiantato in Italia. L'arancio - visibile dalla chiesa attraverso un buco nel muro, protetto da un vetro, di fronte al portale ligneo - è considerato miracoloso perché, a distanza di secoli, ha continuato a dare frutti attraverso altri alberi rinati sull'originale, una volta seccato ed ha il primato del più antico albero esistente a Roma. La leggenda vuole che le cinque arance candite, donate da Caterina da Siena a papa Urbano VI nel 1379, siano state colte dalla santa proprio da questa pianta.

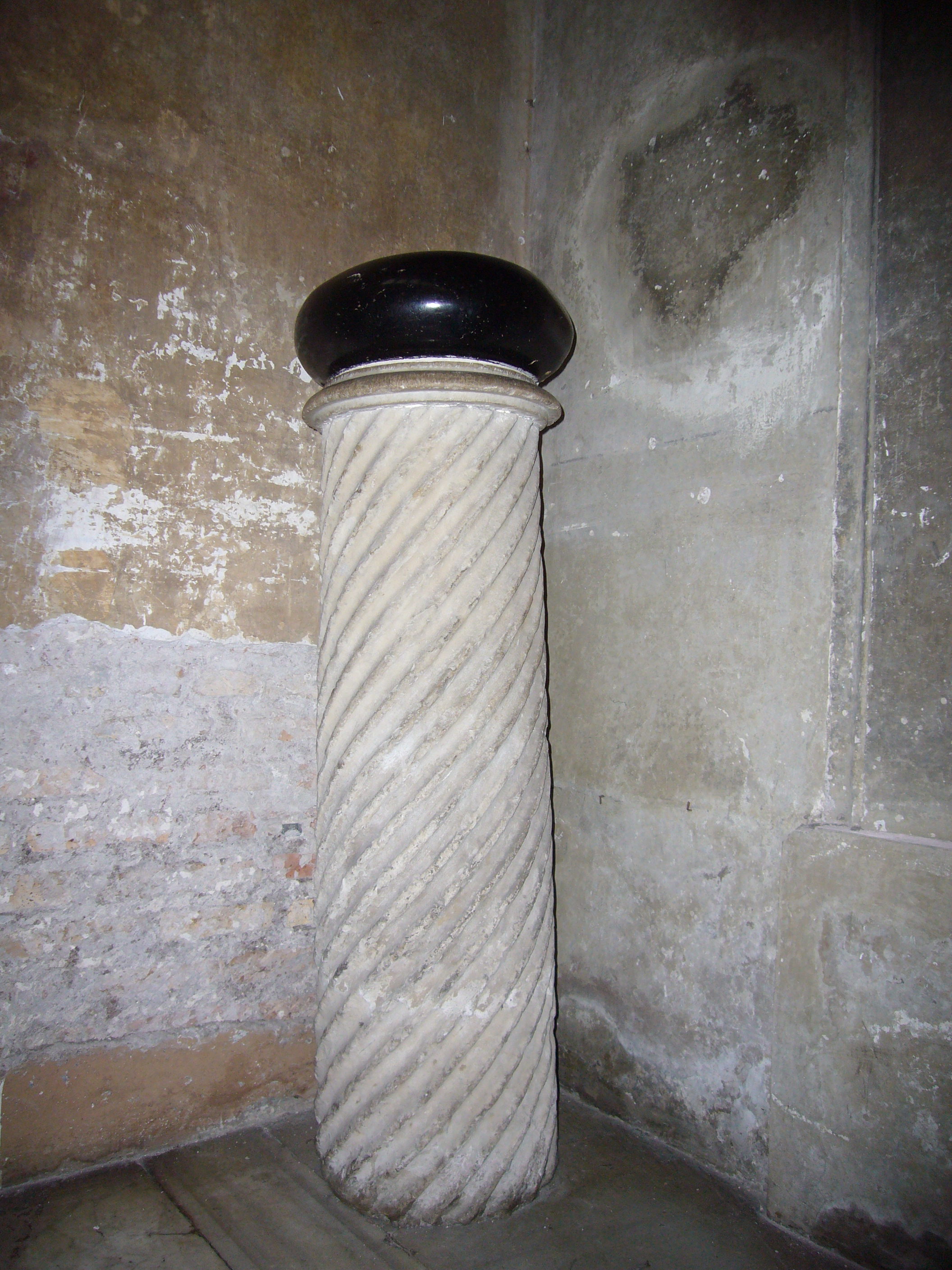
Il lapis diaboli

Sempre a Domenico è legata anche la storia della pietra nera di forma rotonda su una colonna tortile a sinistra della porta di ingresso: è chiamata Lapis Diaboli, ossia "pietra del diavolo" perché, secondo la leggenda, sarebbe stata scagliata dal diavolo contro Domenico mentre pregava sulla lastra marmorea che copriva le ossa di alcuni martiri, mandandola in pezzi. In realtà la lapide fu spezzata dall'architetto Domenico Fontana durante il restauro del 1527 per spostare la sepoltura dei martiri. Egli poi gettò via i frammenti, successivamente ritrovati e ricomposti, oggi visibili al centro della schola cantorum.
Nel 1287 la chiesa fu sede di conclave: qui, nell'aprile di quell'anno, si riunirono i cardinali alla morte di papa Onorio IV per eleggere il successore. Quell'anno Roma fu colpita da una terribile epidemia di malaria, che fece sei morti anche tra i cardinali in conclave. Gli altri porporati, presi dal terrore del contagio, abbandonarono la chiesa. Solo uno rimase a Santa Sabina: il cardinale Girolamo Masci. I cardinali tornarono a riunirsi a Santa Sabina solo il 22 febbraio 1288 e quello stesso giorno elessero - forse come premio allo stoicismo del cardinale che da quel palazzo non si era mai mosso - Girolamo Masci che prese il nome di papa Niccolò IV.
Santa Sabina è la prima stazione quaresimale, dove il papa presiede la messa del mercoledì delle Ceneri al termine di una processione penitenziale, che dal 1962 parte dalla vicina chiesa di Sant'Anselmo all'Aventino (originariamente la processione partiva dalla basilica di Sant'Anastasia al Palatino). Non si conoscono con precisione i motivi per cui sia stata scelta Santa Sabina: alcuni pensano che il papa, in vista delle fatiche quaresimali, si ritirasse lassù per alcuni giorni di riposo. La scelta potrebbe anche essere riconducibile alla forte salita - simbolo degli sforzi necessari alla “salita” verso la perfezione spirituale dell'anima - che doveva percorrere, per raggiungerla, la processione che partiva dalla basilica di Santa Anastasia.

## Descrizione

### Esterno
La chiesa non ha facciata: essa è inglobata nell'atrio che ricalca la pianta dell'antico nartece, uno dei quattro bracci dell'antico quadriportico, attualmente all'interno del monastero domenicano. Si accede alla chiesa anche attraverso un portale, preceduto da un piccolo portico con tre arcate, situato sul lato destro.
Tipiche dell'architettura paleocristiana, oltre alle pareti esternamente lisce (prive di contrafforti poiché la copertura era sempre a capriate, quindi una struttura non spingente), era la presenza di grandi finestre aperte nel cleristorio (la parte più alta della navata centrale). Nei secoli successivi, quando si perse la capacità di fare grandi vetrate, le aperture nelle chiese si ridussero infatti drasticamente. Rimangono tracce dell'antico campanile paleocristiano nella base del campanile a vela barocco, posto alla sinistra della facciata della chiesa. Il monastero è caratterizzato da un chiostro quadrangolare con gallerie sui quattro lati che si aprono verso il centro con polifore sorrette da colonnine marmoree.

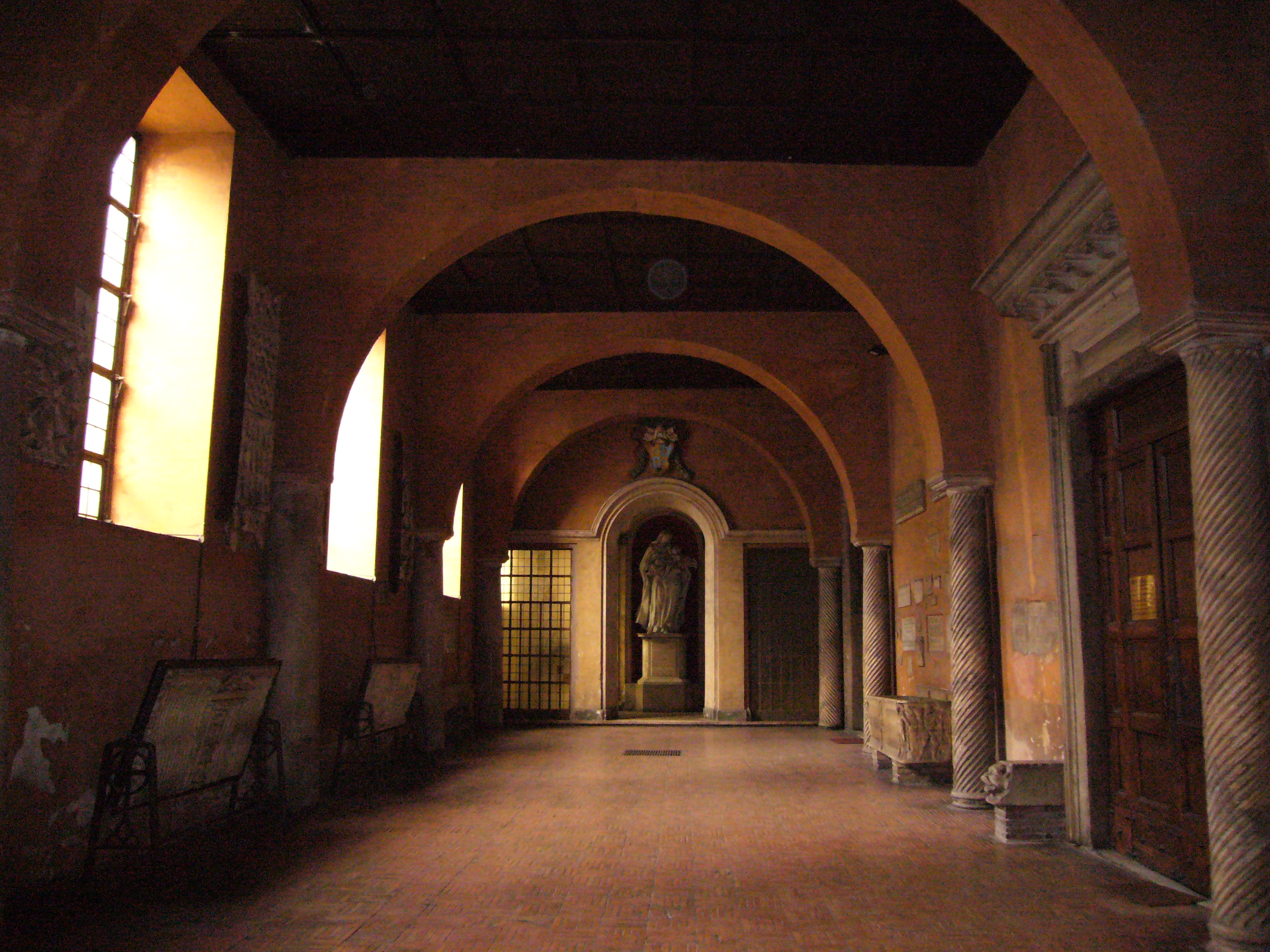
L'atrio
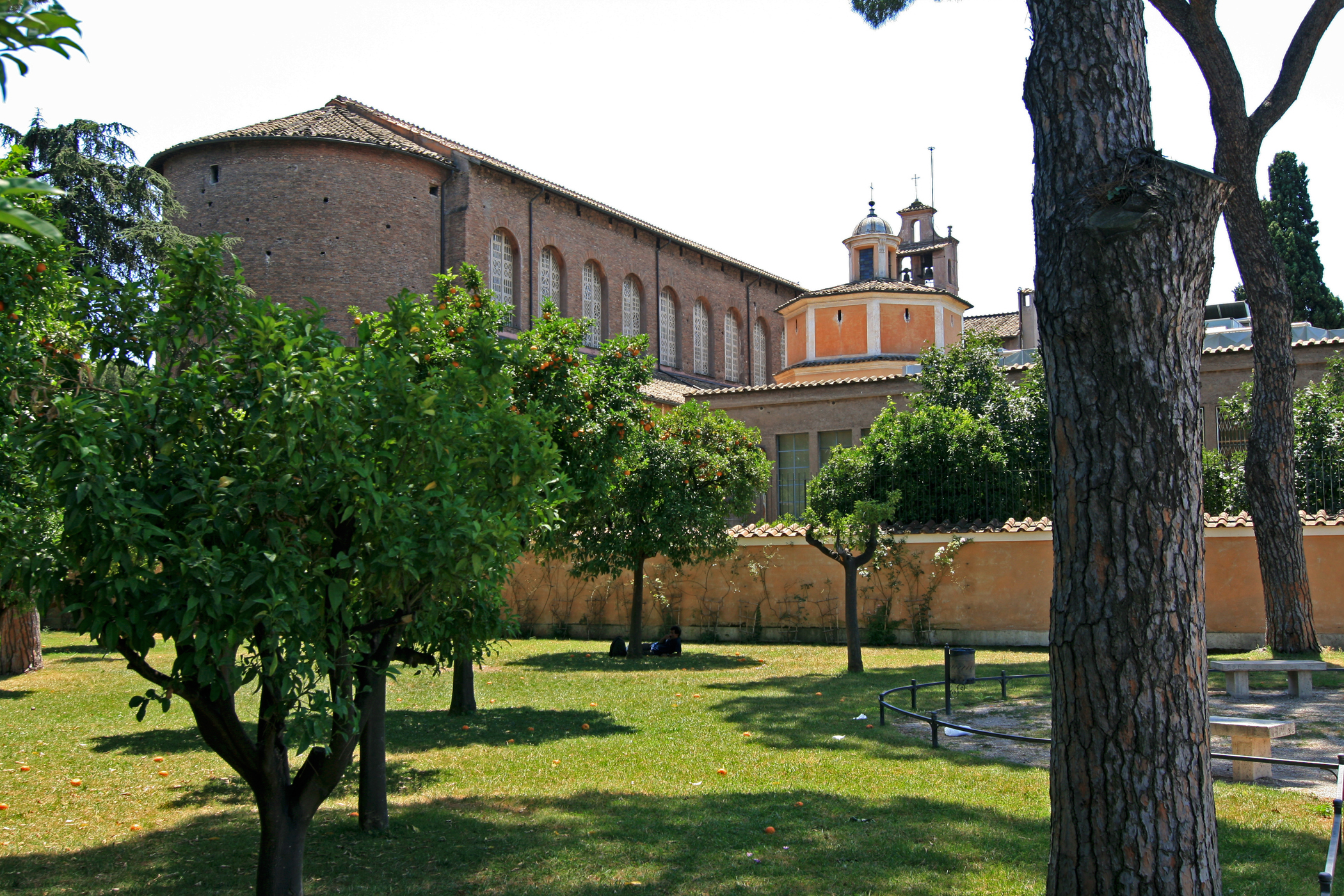
Veduta dal giardino degli Aranci
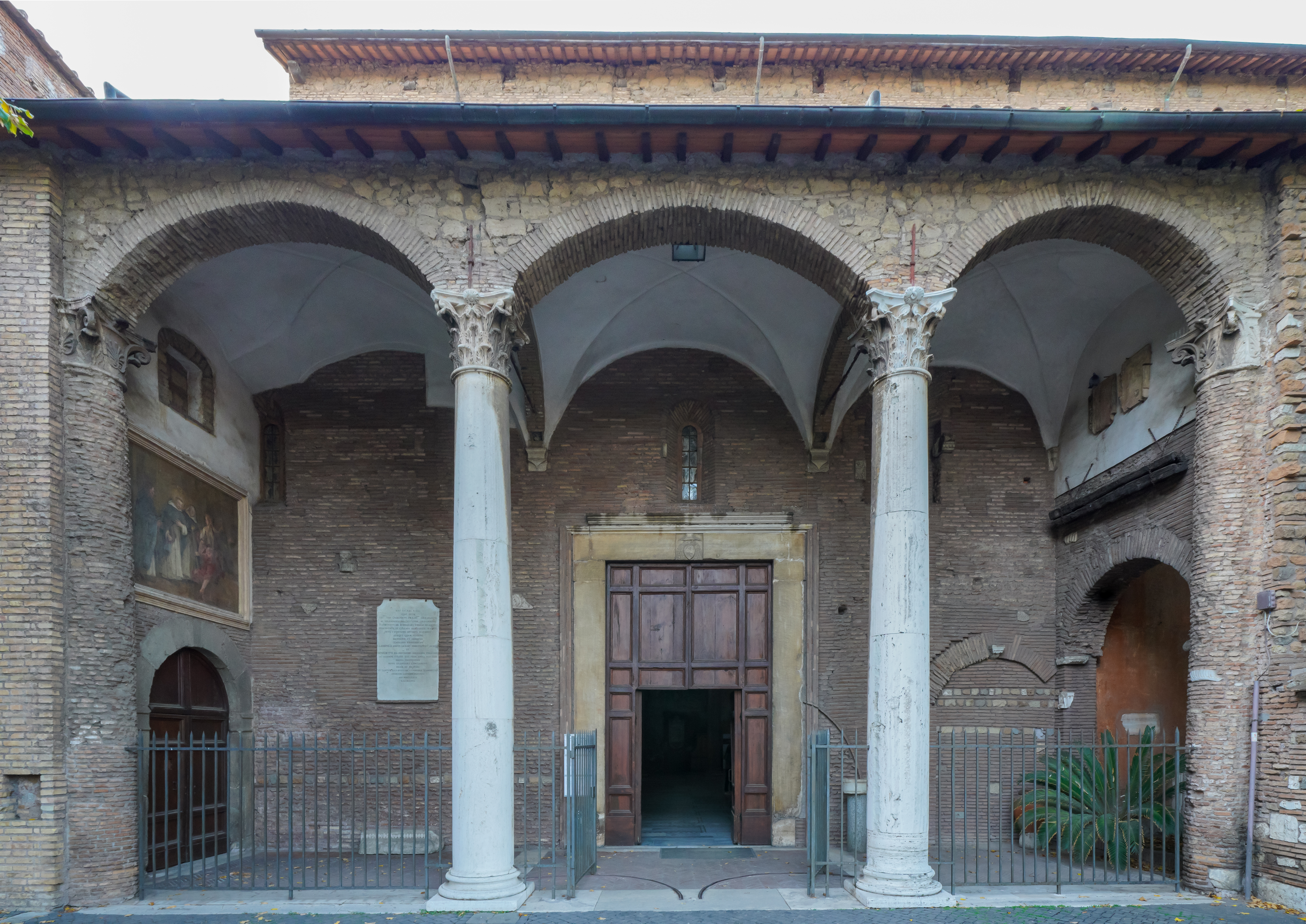
Il portico laterale
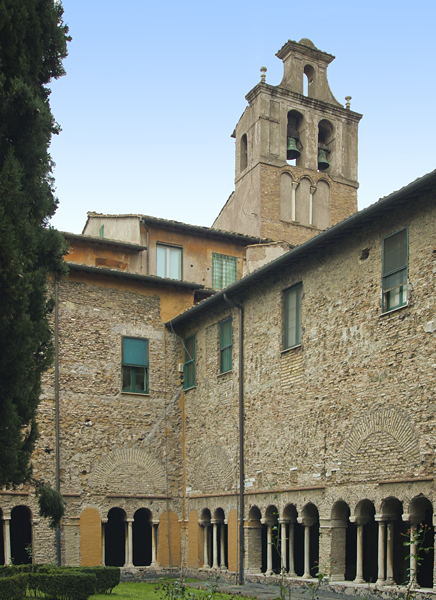
Il campanile e il chiostro

#### Porta lignea di Santa Sabina

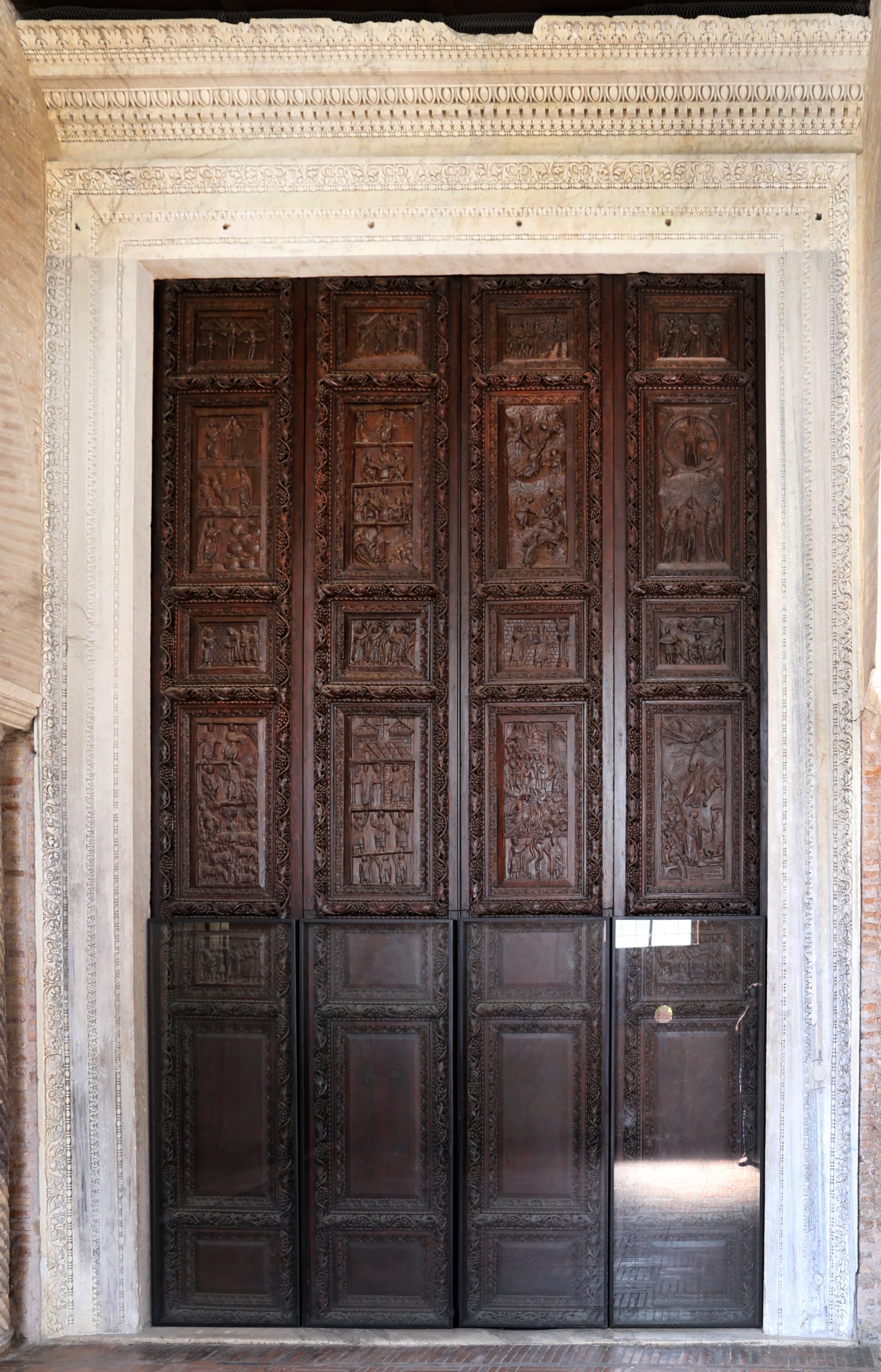
La porta lignea

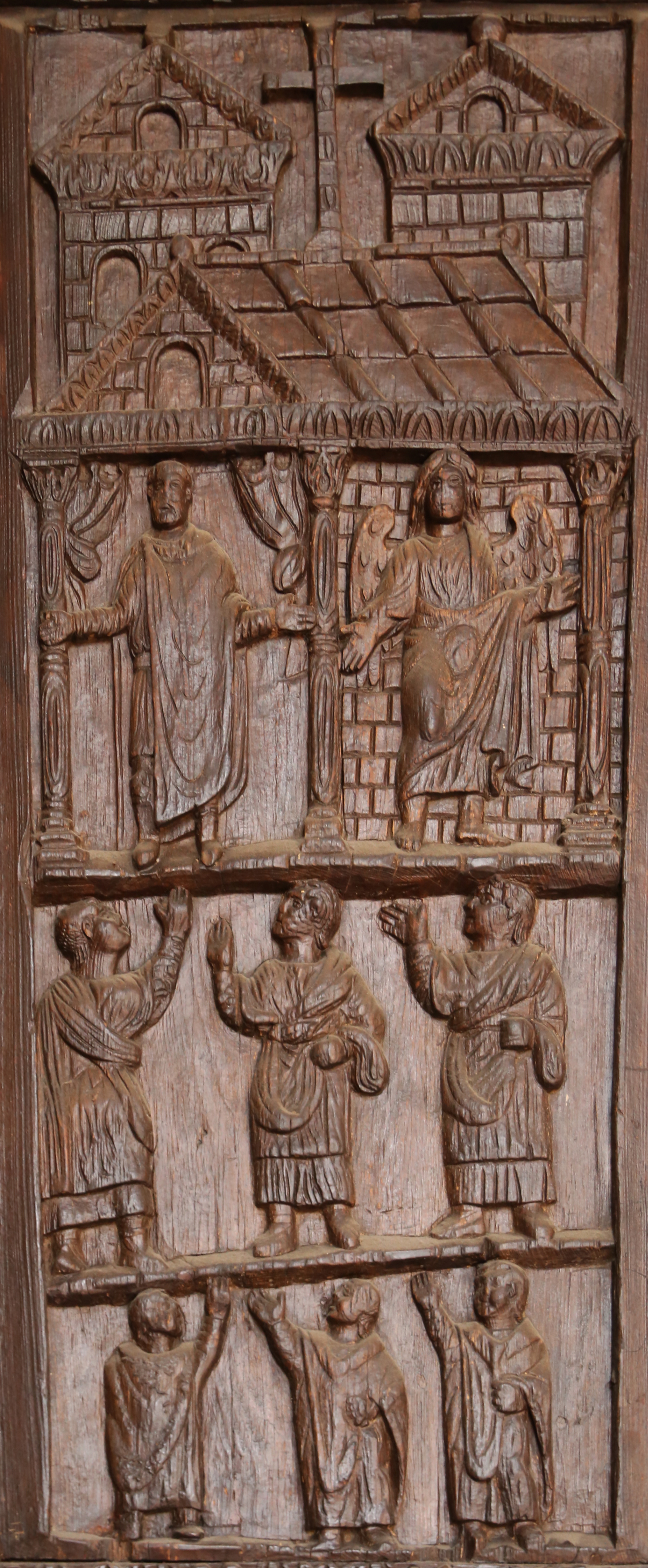
Storie di Mosè

L'ingresso principale è chiuso da una porta lignea risalente al V secolo, che costituisce il più antico esempio di scultura lignea paleocristiana.
In origine era costituita da 28 riquadri ma ne sono rimasti 18, tra i quali vi è quello raffigurante la Crocifissione, che è la più antica raffigurazione conosciuta di questo evento. È di legno di cipresso ed è singolare che la porta sia rimasta nella sua sede originaria, giungendo in ottime condizioni sino a noi, sia pure con alcuni restauri e con l'aggiunta successiva della fascia decorativa a grappoli e foglie d'uva, che circonda i singoli riquadri. Vi sono rappresentate scene dall'Antico e dal Nuovo Testamento, fra cui le storie di Mosè, di Elia, dell'Epifania, dei miracoli di Cristo, della Crocifissione e dell'Ascensione. Nella disposizione attuale le storie sono commiste, senza separazione tra la parte relativa all'Antico Testamento e quella dedicata al Nuovo, che illustrano il parallelismo tra la legge mosaica e quella di Cristo (un tema che venne scelto secoli dopo anche, ad esempio, sulle pareti della cappella Sistina).
La lista dei rilievi è (da sinistra a destra e dall'alto in basso):
Prima colonna:
1. Crocifissione
2. Guarigione del cieco nato – Moltiplicazione dei pani e dei pesci – Nozze di Cana
3. Cristo rimprovera Tommaso
4. Tre episodi della vita di Mosè
5. Cristo condannato da Pilato

Seconda colonna:
1. L'angelo e le donne (Marie) al sepolcro
2. Quattro episodi di Mosè e gli ebrei nel deserto
3. Cristo risorto appare alle due Marie
4. Scena di acclamazione

Terza colonna:
1. Epifania
2. Ascensione
3. Cristo preannuncia la negazione di Pietro
4. Tre episodi dell'Esodo degli Ebrei

Quarta colonna:
1. Cristo sulla via di Emmaus
2. Trionfo di Cristo e della Chiesa
3. Abacuc vola verso Daniele
4. Elia ascende in cielo
5. Cristo davanti a Caifa

Nella porta lignea operano due artisti assai diversi fra di loro: uno di ispirazione classico-ellenistica, l'altro di ispirazione popolare tardo-antica. A questo secondo artista appartiene il riquadro della Crocifissione (che è la prima rappresentazione di Cristo fra i due ladroni). Cristo è rappresentato con dimensioni maggiori, a significare la sua superiorità morale. Non c'è nessuna ricerca prospettica, le figure poggiano su una parete che simula dei mattoni, e le croci si intuiscono solo dietro la testa e le mani dei ladroni: nei primi tempi del Cristianesimo c'era il divieto di rappresentare Cristo nel suo supplizio, fra l'altro essendo ancora vivo il ricordo della morte in croce quale pena riservata agli schiavi. Un'arte sommaria, ad intaglio secco, molto diretta, anche perché doveva essere compresa dalla plebe, in quanto esposta in un luogo di culto pubblico.
Durante i restauri del portale ligneo nel 1836, il restauratore ritoccò il volto del faraone in procinto di annegare, nel pannello relativo al Passaggio del Mar Rosso da parte degli ebrei, raffigurandovi Napoleone, morto quindici anni prima. Profanazione riconducibile probabilmente all'odio per motivi religiosi del restauratore verso l'imperatore francese.

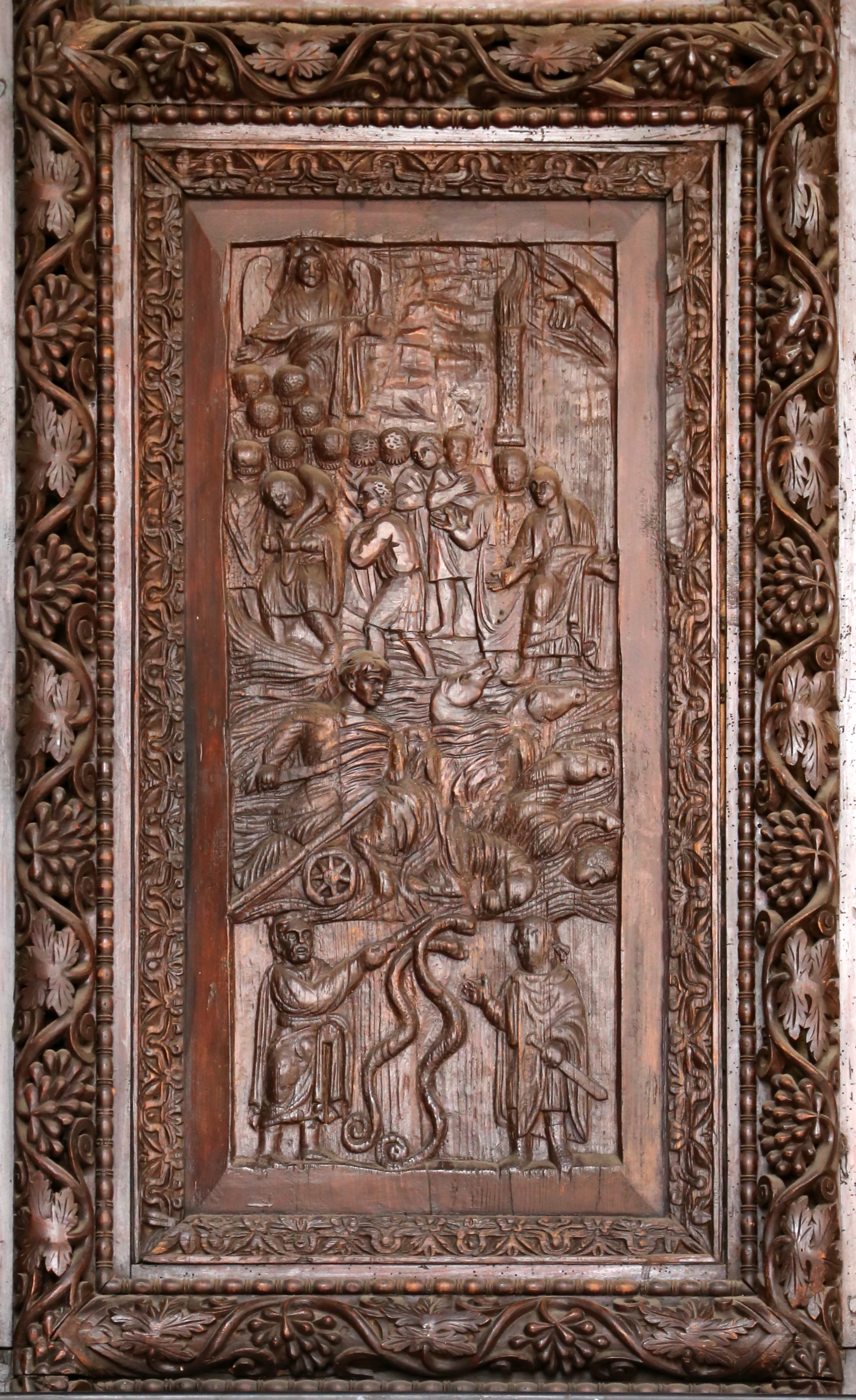
Esodo degli Ebrei
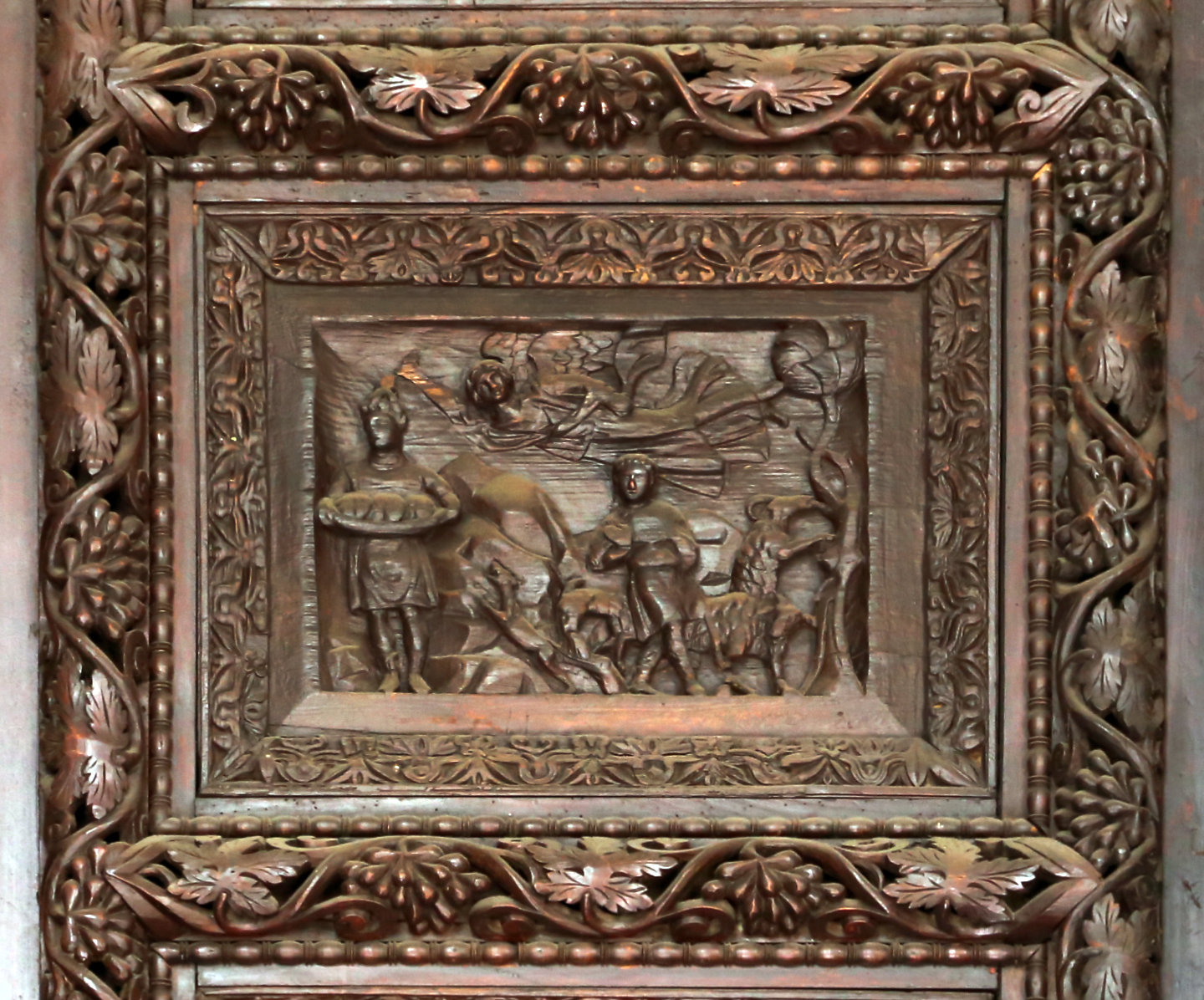
Abduzione di Abacuc
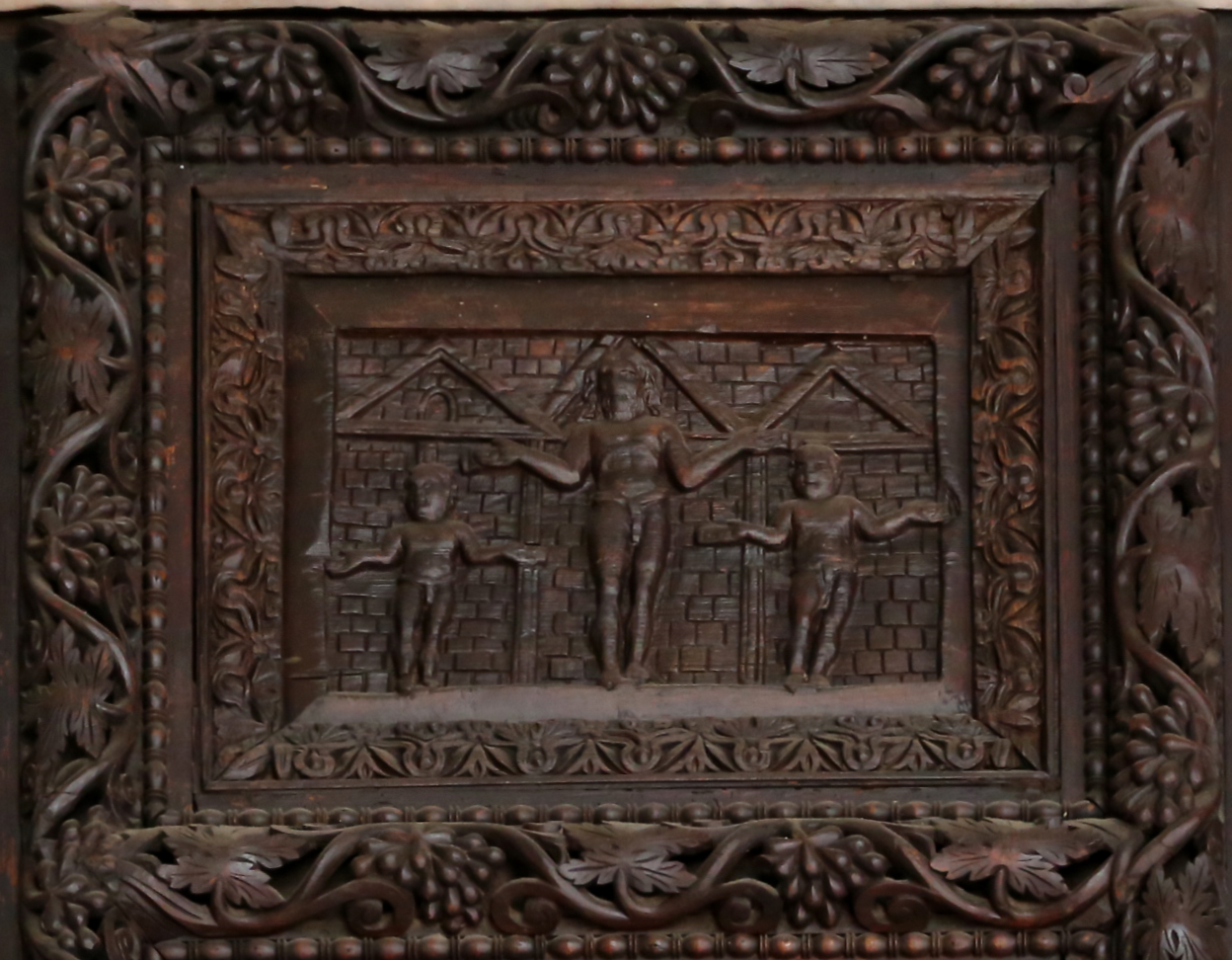
Crocifissione
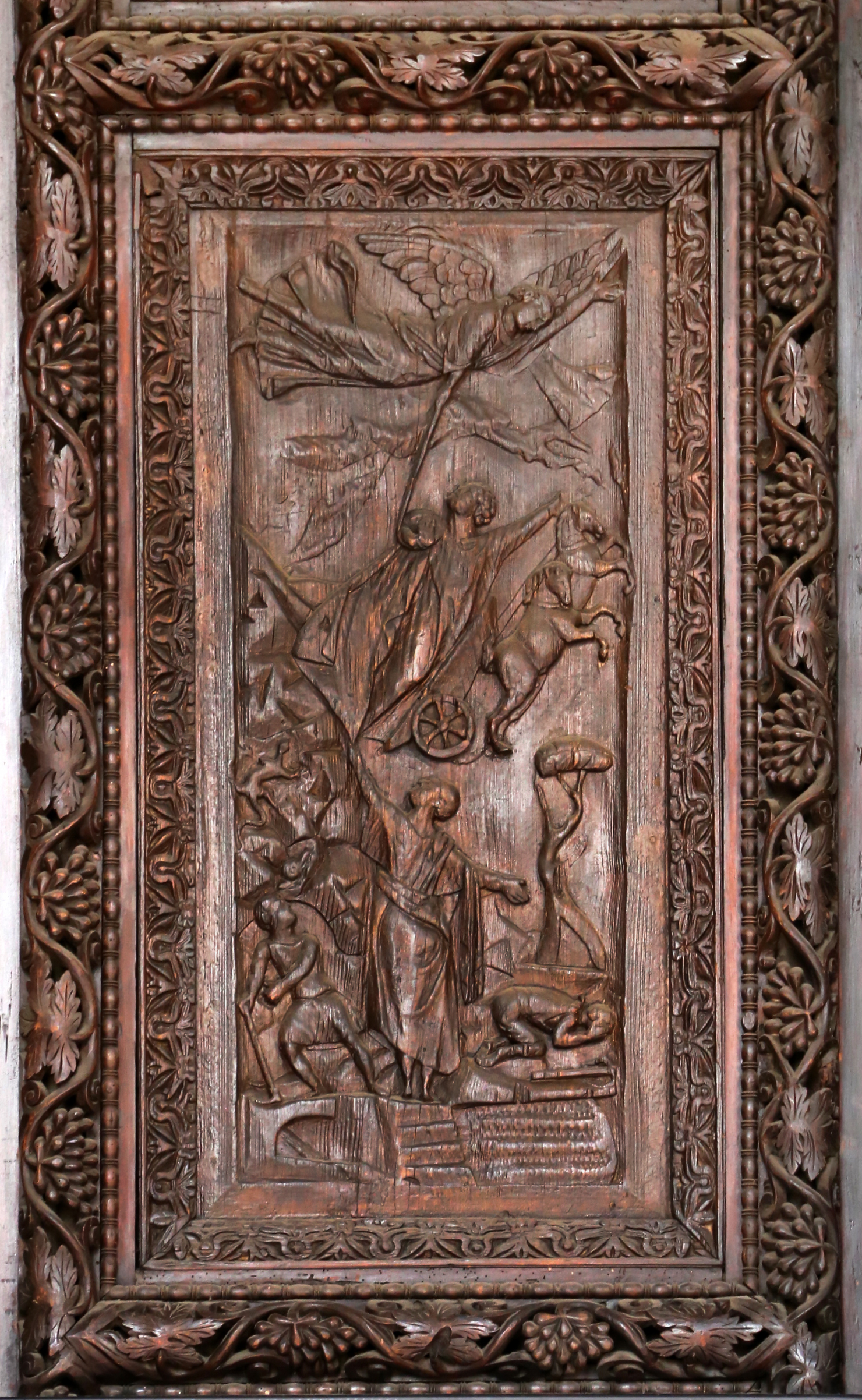
Elia ascende in cielo

### Interno
All'interno la chiesa è chiaramente ad impianto basilicale a tre navate, divise da dodici colonne doppie antiche, provenienti da un monumento tardo-imperiale, probabilmente mai messo in opera, e grande abside semicircolare in corrispondenza della navata centrale. Dei rifacimenti barocchi rimangono soltanto le due cappelle laterali a pianta quadrangolare coperte a cupola, dedicate a san Giacinto (a destra) e a Caterina da Siena (a sinistra) coperte da un tiburio. La parte superiore della navata centrale, dotata di un moderno soffitto a cassettoni (1938), era un tempo rivestita da mosaici; oggi, invece, solo gli spazi tra le arcate sono decorati da emblemi in opus sectile. Questa basilica, a tre navate, con nartece e triplice apertura di finestre nell'abside, è la prima chiesa del tempo in cui sulle colonne l'architrave fu sostituito da archi, posti tra le colonne corinzie che separano le sale basilicali. Le arcate sono rivestite con marmi policromi. L'arco trionfale ha dei medaglioni che seguono la forma dell'arco con Cristo nel mezzo con una colomba a rappresentare lo Spirito Santo, i busti dei 12 apostoli ed alle estremità le città sacre: Betlemme e Gerusalemme.
Il pavimento è coperto da numerose lastre tombali. Al centro della navata vi è quella relativa alla sepoltura di fra' Muñoz di Zamora, generale dei Domenicani, realizzata nel 1300 e decorata a mosaico, a differenza delle altre, da Jacopo Torriti o Fra Pasquale da Viterbo.
In prossimità del presbiterio vi è la Schola Cantorum, ricostruita nel 1936 su ispirazione di quella originaria paleocristiana del IX secolo, anche riutilizzando resti degli antichi plutei. Le lastre marmoree laterali sono decorate con motivi vegetali, animali ed altri motivi della simbologia cosmogonica. All'interno della Schola Cantorum è presente una lastra derivata dal coperchio della cassa marmorea che racchiudeva le reliquie di Santa Sabina ed altri martiri, ovvero Serapia, Evenzio, Alessandro e Teodulo.
L'abside è coronata da un arco trionfale con le immagini di apostoli, rifatti nel XX secolo, sulla base di una copia seicentesca di Giovanni Giustino Ciampini, che ritrasse alcune delle opere antiche della chiesa, prima che queste venissero distrutte per rifacimenti. L'abside era anch'essa decorata a mosaico e, nel catino absidale, vi è un affresco del 1569 di Taddeo Zuccari, raffigurante Gesù, gli Apostoli e i Santi sepolti nella Basilica.
L'altare maggiore, collocato sopra un piano rialzato, è caratterizzato da un paliotto in porfido rosso.

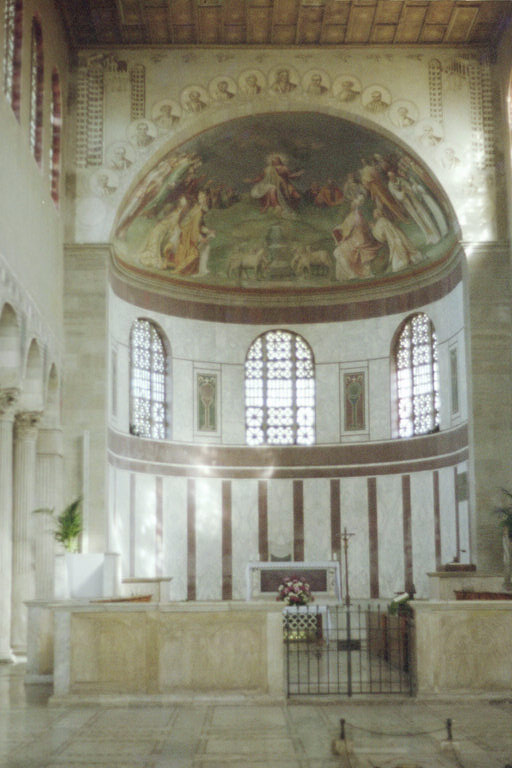
Abside e schola cantorum
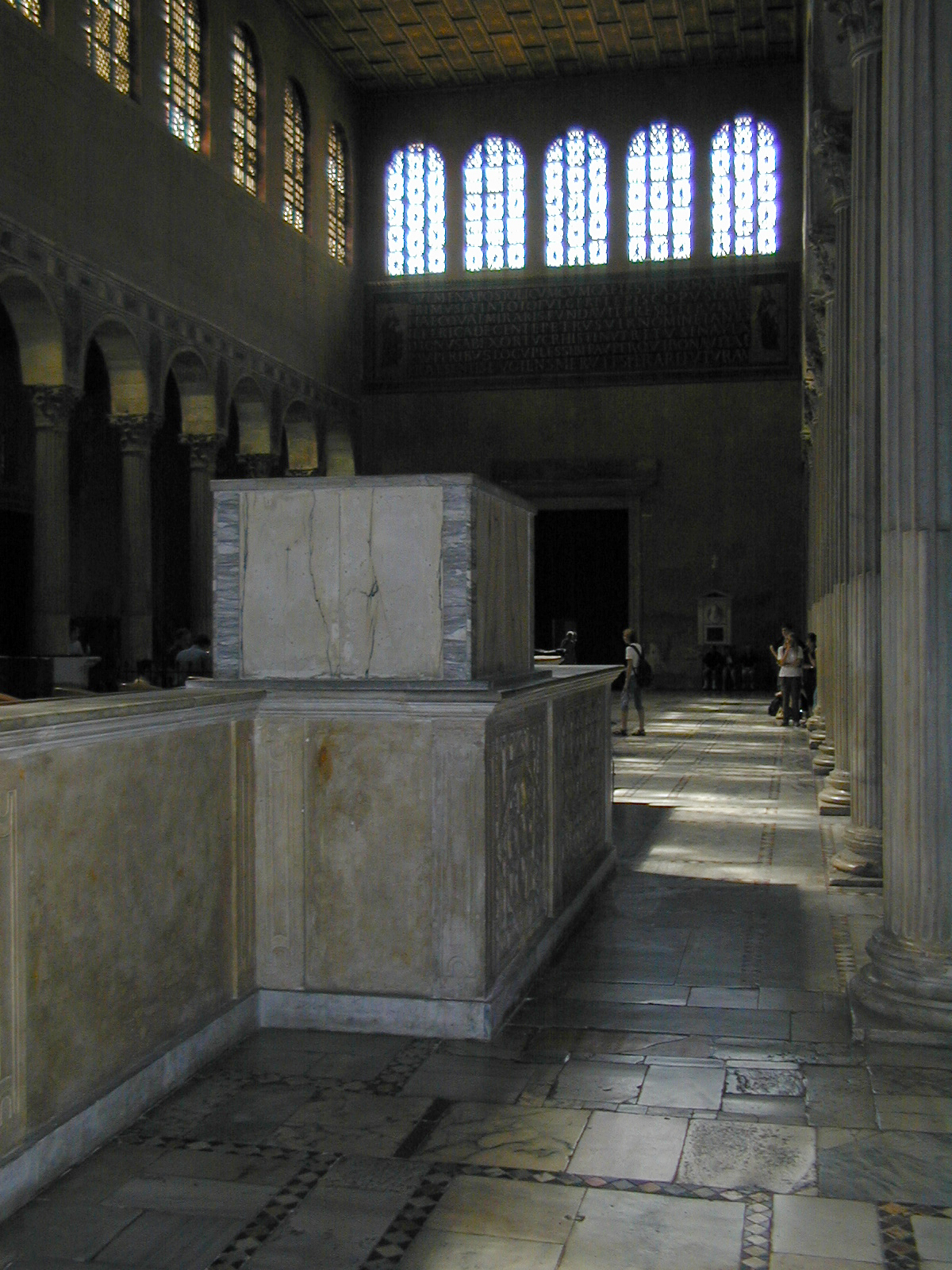
Interno verso la controfacciata
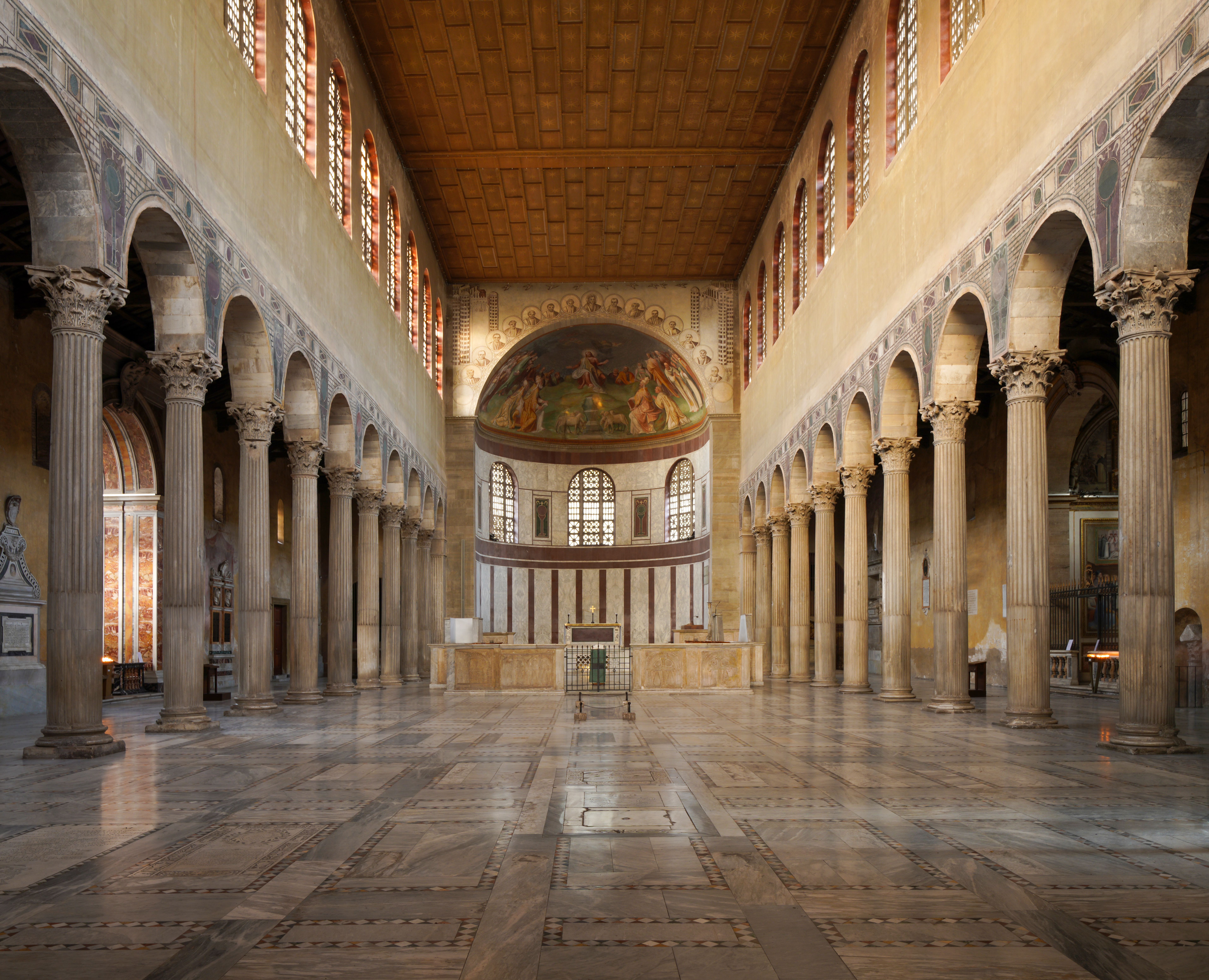
Navata principale
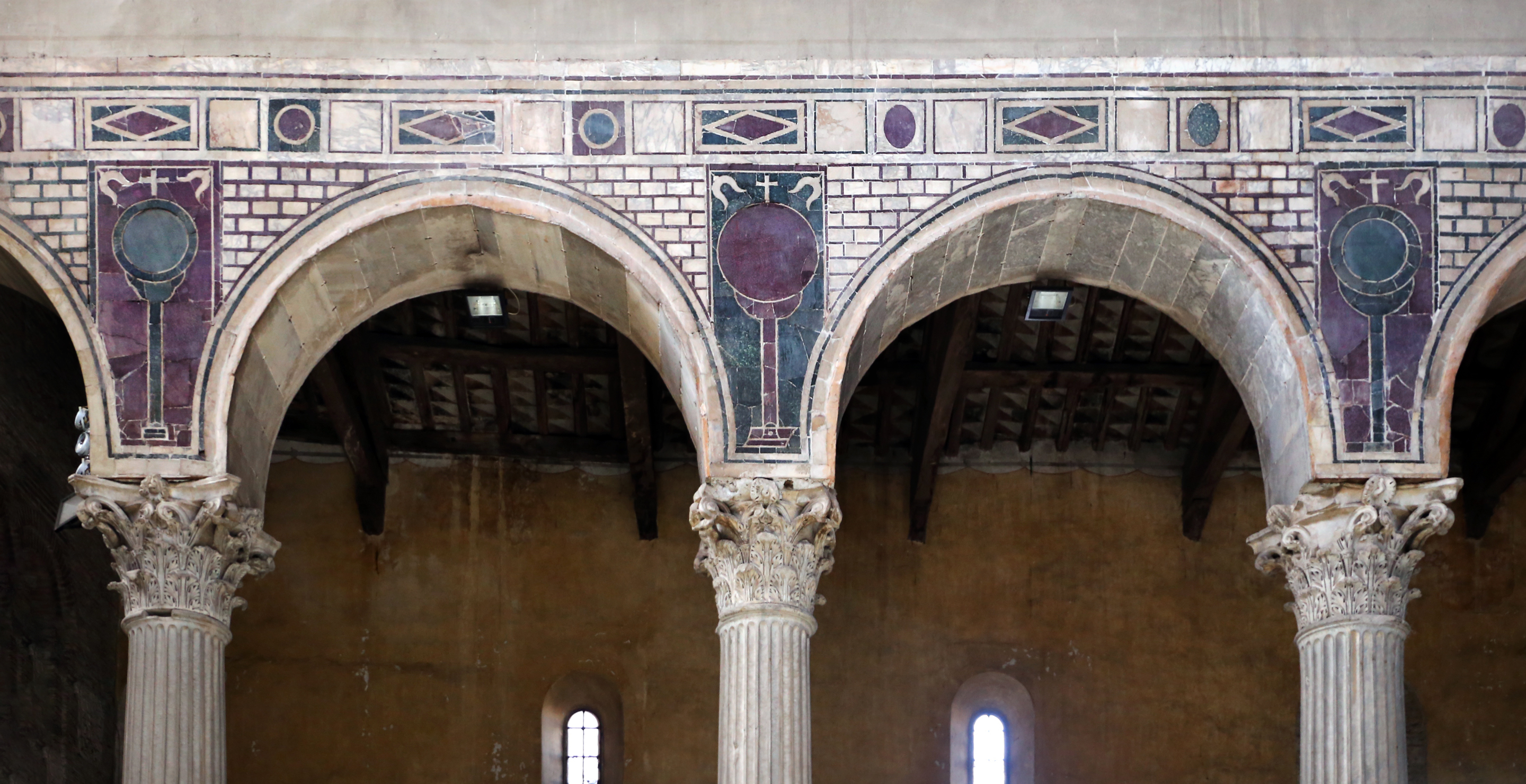
Decorazione in opus sectile della navata centrale

#### La decorazione musiva del V secolo

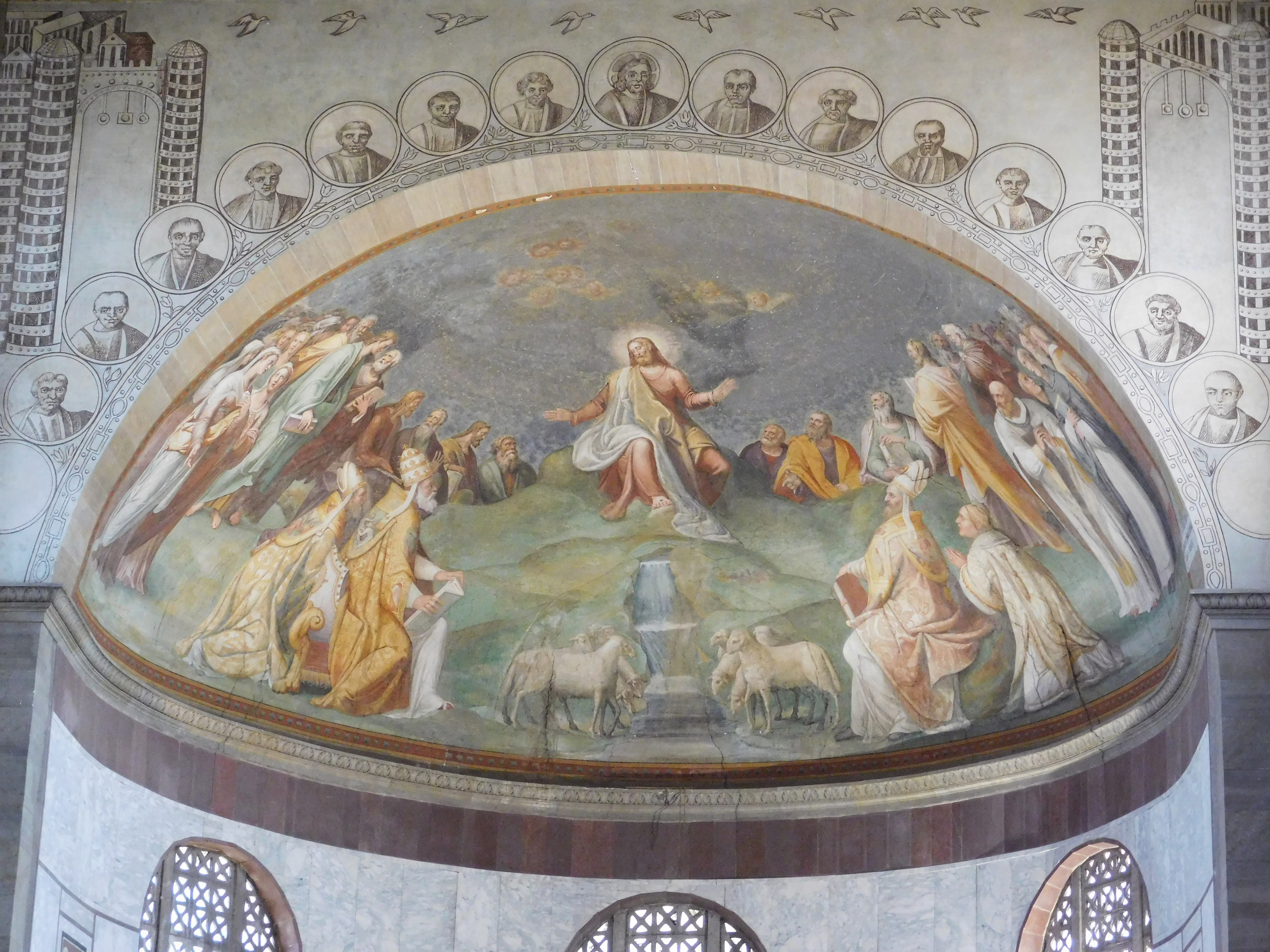
L'affresco absidale di Taddeo Zuccari raffigurante Gesù, gli Apostoli e i Santi sepolti nella Basilica (1560) e affreschi dell'arco trionfale di Eugenio Cisterna (1919-20).

La chiesa in origine era probabilmente decorata per ampie superfici a mosaico. Oggi restano solo quelli della controfacciata, con una lunga scrittura a sette righe a lettere oro su fondo azzurro che ricorda la data della fondazione, il fondatore e il pontefice sotto il quale la costruzione avvenne. Ai lati dell'iscrizione sono raffigurate le due Ecclesiae, quella ex gentibus e quella ex circumcisione, a sancire che la Chiesa di Cristo è nata dalla conversione dei pagani e degli ebrei, rispettivamente. Si sa inoltre, dalle fonti seicentesche di Giovanni Giustino Ciampini che al di sopra della pentafora sovrastante (ricostruita nel XIX secolo) erano riportati anche i simboli del Tetramorfo, in una sequenza (toro-leone-aquila-uomo) che li legherebbe alla lettura delle profezie di Ezechiele data da Agostino d'Ippona e, ai fianchi della pentafora stessa, le immagini di san Pietro e san Paolo.
Dal lato opposto della chiesa, sull'arco trionfale, sono tuttora raffigurati quindici clipei con al centro il Cristo e ai lati protomi variamente identificate come apostoli, profeti, papi, e alle estremità destra e sinistra due edifici simboleggianti la Gerusalemme e la Betlemme celesti, da cui escono nove colombe in volo, simbolo dei cristiani. I clipei furono realizzati tra il 1919 e il 1920 da Eugenio Cisterna in affresco, color seppia, sulla base di una tavola riportata da Giovanni Giustino Ciampini nel XVII secolo, che li vide a mosaico prima che fossero distrutti intorno al 1724-1730. Si tratta quindi di una copia novecentesca da una copia seicentesca, ma sufficiente per dare un'idea dell'iconografia, singolare per un arco trionfale.
È inoltre possibile che il mosaico che nel V secolo decorava il catino absidale avesse un soggetto analogo a quello ripreso da Taddeo Zuccari a fresco nel 1560. Infatti, la disposizione dei personaggi e l'iconografia è tipica dell'arte paleocristiana e atipica per il XVI secolo, per cui si può ipotizzare che lo Zuccari lavorò per sostituire a fresco in senso moderno il mosaico preesistente.
Sulle navate era poi riportato un ciclo di immagini con scene del Nuovo e Antico Testamento, di cui non si ha più alcuna traccia.

La lettura iconografica complessiva della decorazione interna dell'edificio additerebbe quindi alla Chiesa allusa dalle Ecclesiae, profetizzata dai due principi degli apostoli, narrata nelle Scritture e sublimata dalla Chiesa romana, secondo un'elaborazione vicina alla Civitas Dei agostiniana. Si tratta di uno dei primi esempi di iconografia cristiana in sede monumentale a Roma nella quale la cancelleria di papa Sisto III elaborò in chiave concettuale la volontà di preminenza della sede romana come Chiesa universale e l'unione della Chiesa degli Ebrei e dei Gentili nel nome della nuova Chiesa romana.

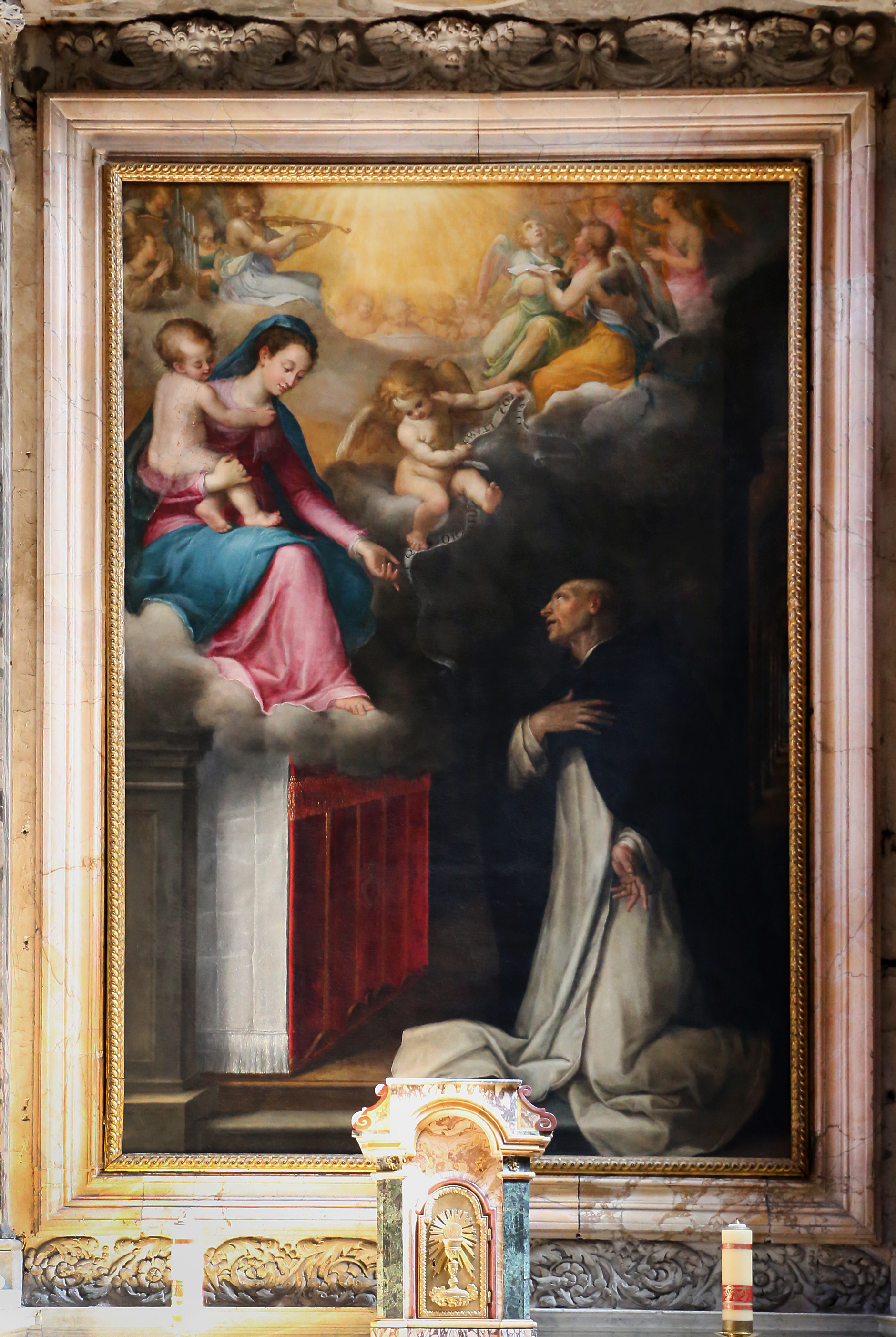
Lavinia fontana,San Giacinto che venera la Madonna (1600)

#### Le cappelle

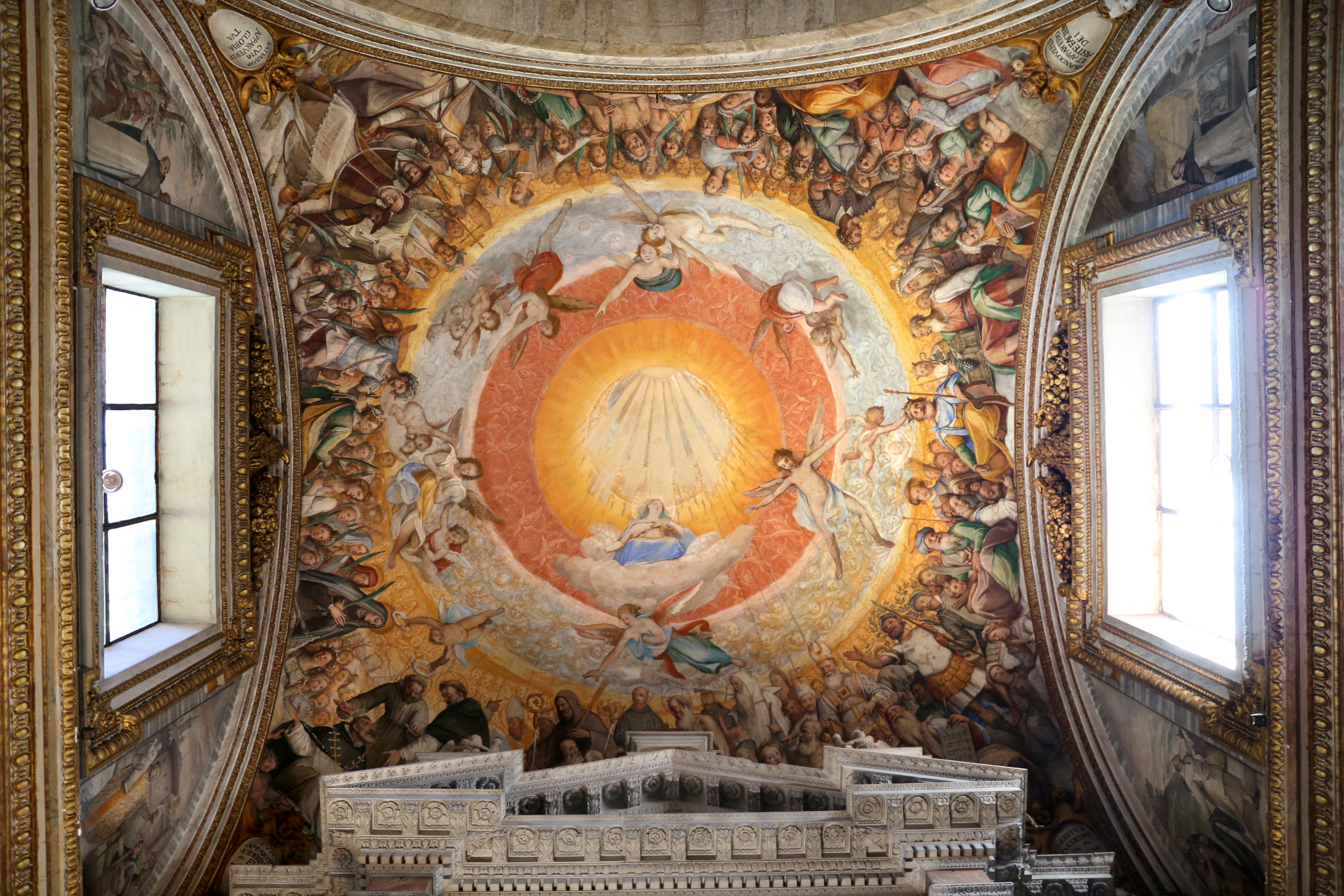
Federico Zuccari, Gloria di san Giacinto

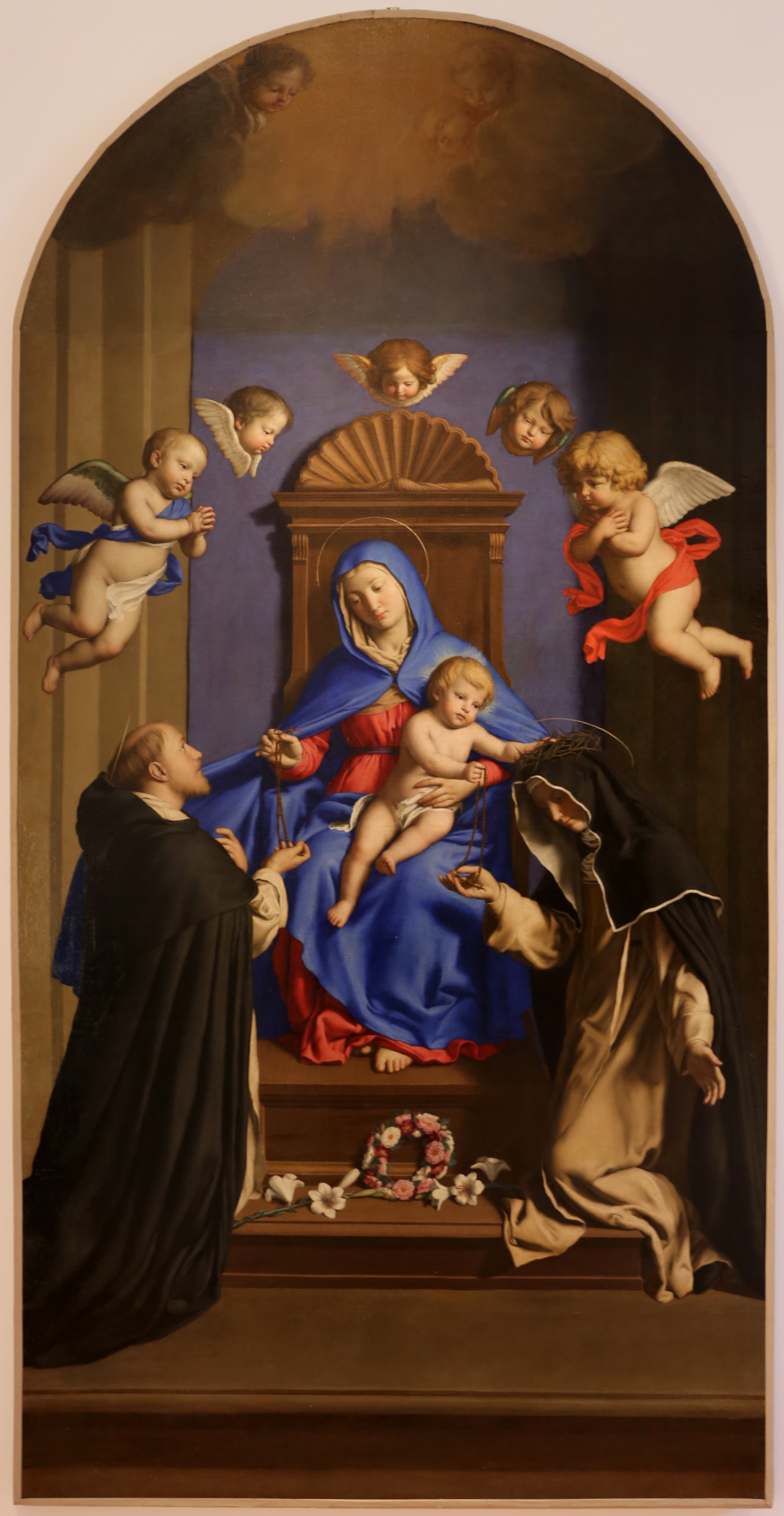
Sassoferrato, Madonna del Rosario (1643)

Sulla parete della navata destra si apre la cappella di San Giacinto, costruita poco dopo il 1594, anno di canonizzazione del santo. La cappella è a pianta quadrata e presenta, nelle pareti e nella cupola, affreschi di Federico Zuccari con scene della vita del santo e la gloria in Paradiso. Di Lavinia Fontana è la tela d'altare con San Giacinto che venera la Madonna (1600).
Sulla parete della navata sinistra, in posizione speculare, si erge la cappella di Santa Caterina da Siena. È anch'essa a pianta quadrangolare, sormontata da cupola, progettata e decorata da Giovan Battista Contini nel 1671. Gli affreschi negli sguanci e nell'emiciclo della cupola sono di Giovanni Odazzi (inizio del XVIII secolo) e rappresentano scene di vita di Santa Caterina e, nella cupola, la Gloria della Santa in Paradiso. Sull'altare si trova una copia della tela di Giovanni Battista Salvi detto il Sassoferrato realizzata nel 1643 e quindi precedentemente all'edificazione della cappella, che rappresenta la Madonna del Rosario assisa in trono con ai lati i santi Domenico e Caterina, oggi esposta nel museo della basilica.

### Organo a canne
Nella basilica vi è l'organo a canne Mascioni opus 494, costruito nel 1936 nell'ambito dei restauri di ripristino dell'aspetto paleocristiano della chiesa ed inaugurato ufficialmente nel 1938, come indicato da un'iscrizione collocata nell'edificio stesso. Tutte le canne si trovano in fondo alla navata sinistra, dietro una grata, e non sono visibili: l'organo, infatti, è sprovvisto di mostra. La consolle, a due tastiere e pedaliera concavo-radiale, è collocata, invece, sul lato destro del presbiterio, al lato dell'altar maggiore. Lo strumento è a trasmissione elettrica e dispone di 38 registri.

## Scavi sotto Santa Sabina

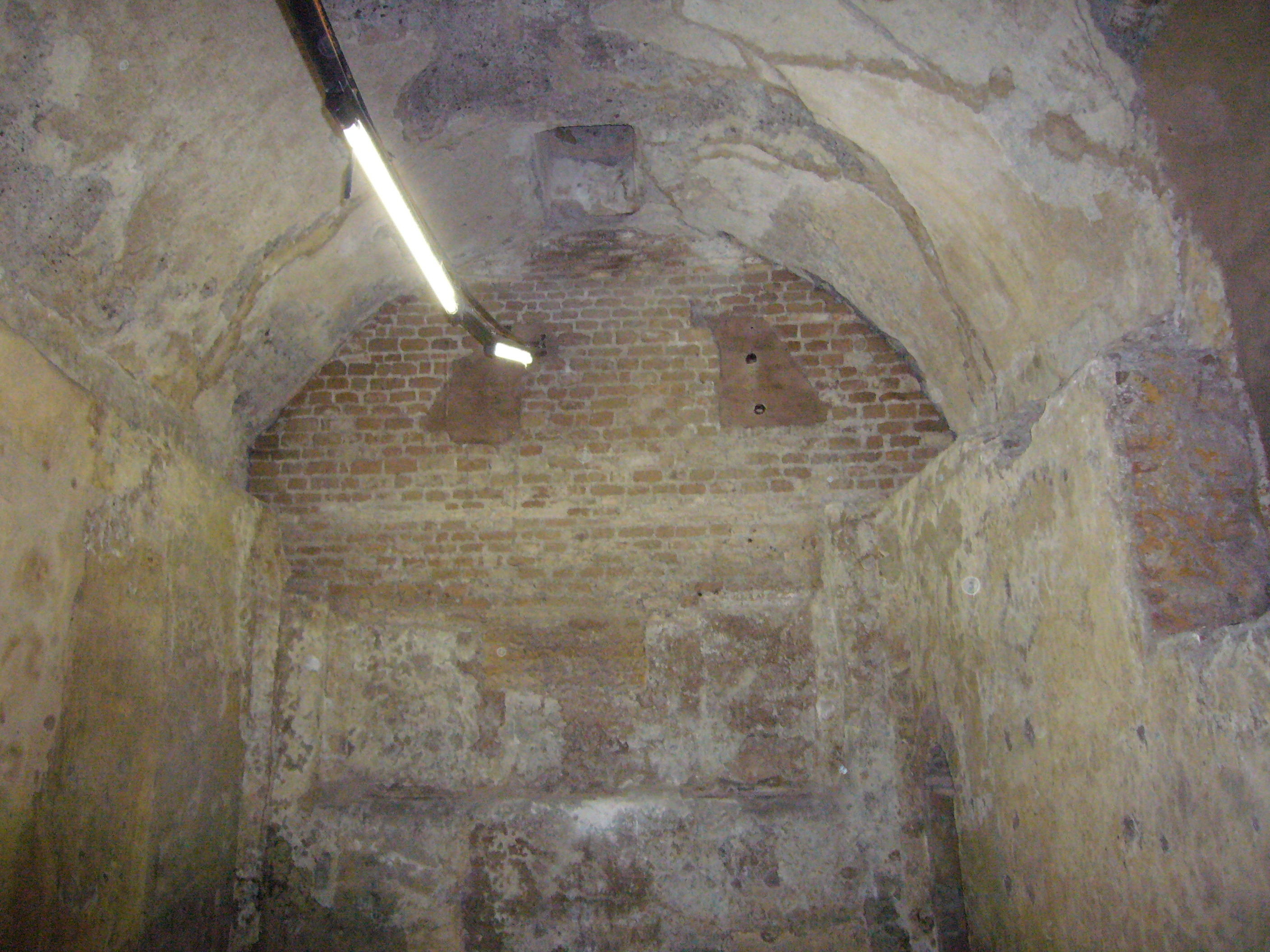
Antica cisterna

Sotto la chiesa sono state effettuate varie campagne di scavo per documentare il versante nord-occidentale dell'Aventino, avvenute principalmente nel 1855-1857 e 1936-1939.
Nella zona al margine nord della chiesa, ai confini del giardino moderno, fu ritrovato un tratto delle Mura serviane, nel quale si vede chiarissima la sovrapposizione delle due fasi dell'opera: le mura arcaiche di VI secolo a.C. in blocchi di tufo del Palatino, il cosiddetto cappellaccio, e quelle rifatte dopo il sacco dei Galli Senoni in tufo di Grotta Oscura (inizio del IV secolo a.C.).
A ridosso delle mura furono costruiti numerosi edifici. Il più antichi qui ritrovati risalgono al II secolo a.C. e sono probabilmente abitazioni private, con muri in opera incerta e pavimenti a mosaico con inserti marmorei. Al di fuori delle mura si trovano edifici più tardi in opera reticolata: in quell'occasione vennero aperti passaggi nelle mura, ormai obsolete, per consentire un comodo passaggio.
Nel II secolo d.C. alcuni di questi ambienti vennero restaurati ed usati da una comunità isiaca, che fece apporre pitture ed incise graffiti legati al culto. Nel III secolo furono rifatti alcuni ambienti, usando laterizi e realizzando probabilmente un impianto termale.
Sotto il quadriportico della chiesa, i saggi archeologici hanno rinvenuto una strada antica parallela al Vicus Armilustri (più ad ovest), forse il Vicus Alto. Qui sono stati trovati i resti di un edificio in mattoni con cortile centrale, con mosaici che lo hanno fatto attribuire all'età augustea.
Gli scavi all'interno della basilica hanno reso resti più interessanti: alcune abitazioni dell'inizio dell'età imperiale con magnifici mosaici. Spicca anche un piccolo tempio in antis con due colonne di peperino fra le ante, che doveva risalire al III secolo a.C.: un muro in opera reticolata lo sigillò chiudendone gli intercolumni, inglobandolo nella ricca domus del I secolo d.C. dalla quale provengono i mosaici. Il luogo di culto non doveva essere il tempio di Giunone Regina, che era nei paraggi ma che venne sicuramente usato più a lungo, ma uno dei santuari minori dell'area, forse quello di Giove Libero e Libera.

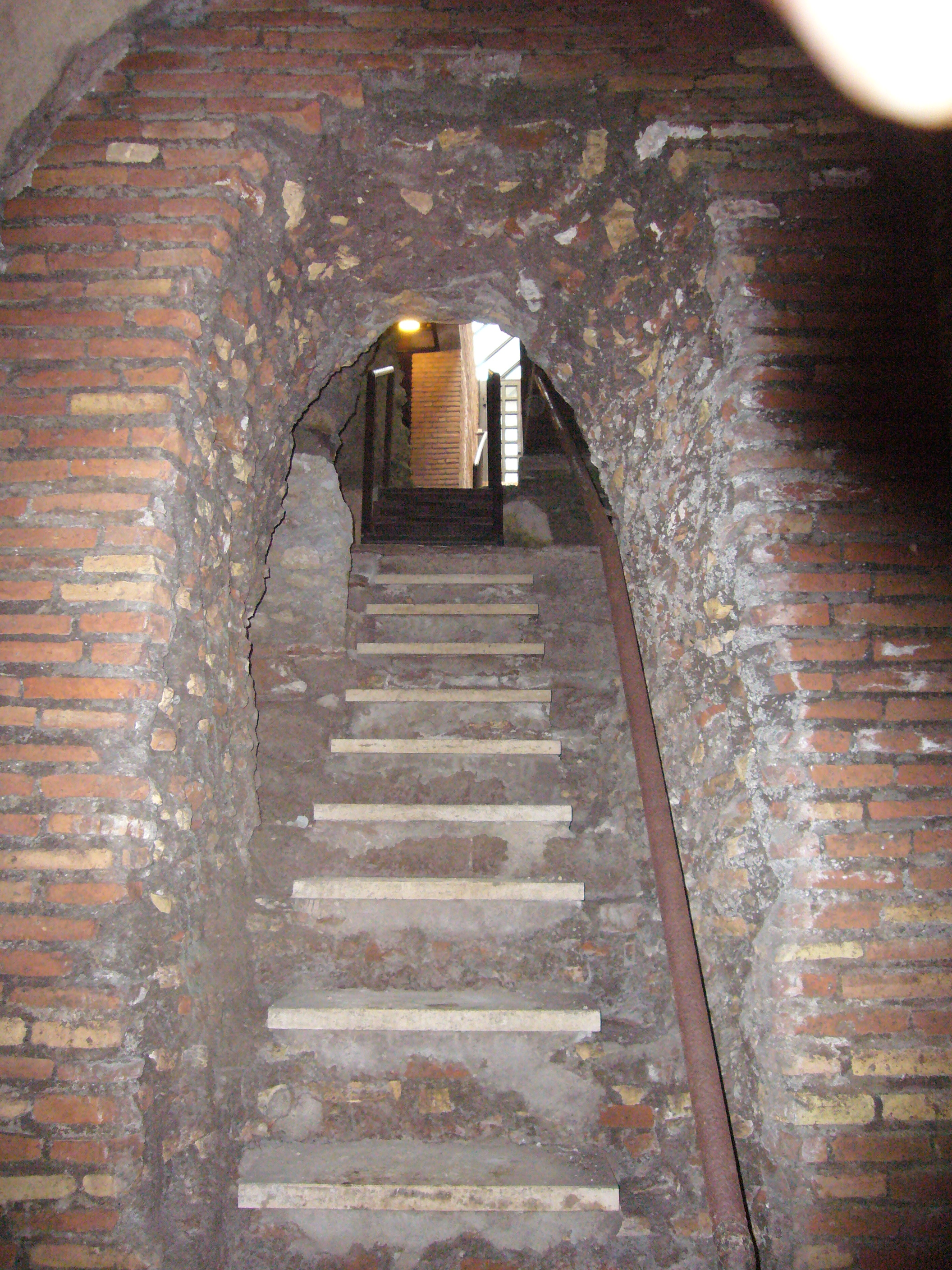
Ingresso agli scavi
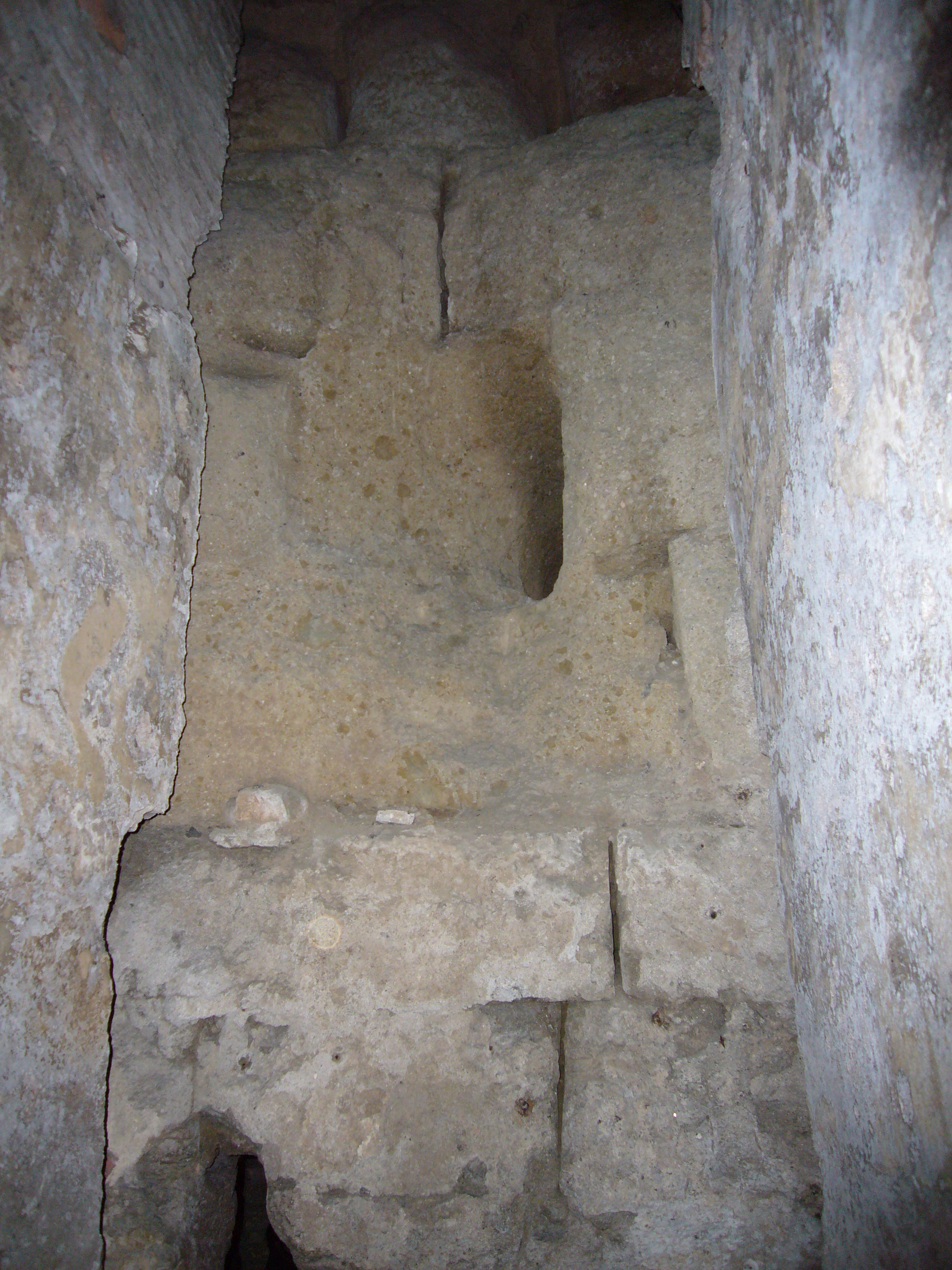
Mura serviane
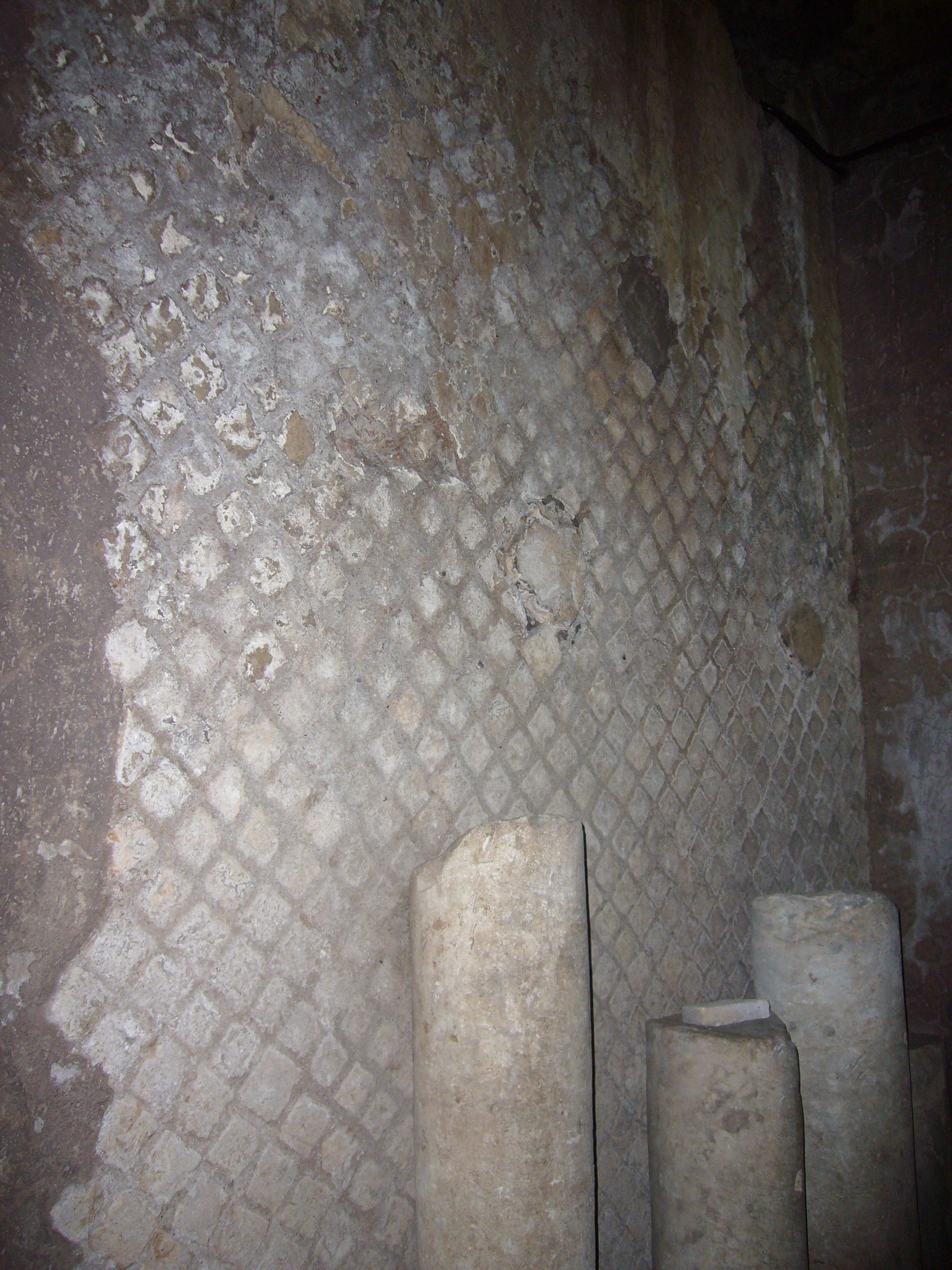
Muro in opera reticolata
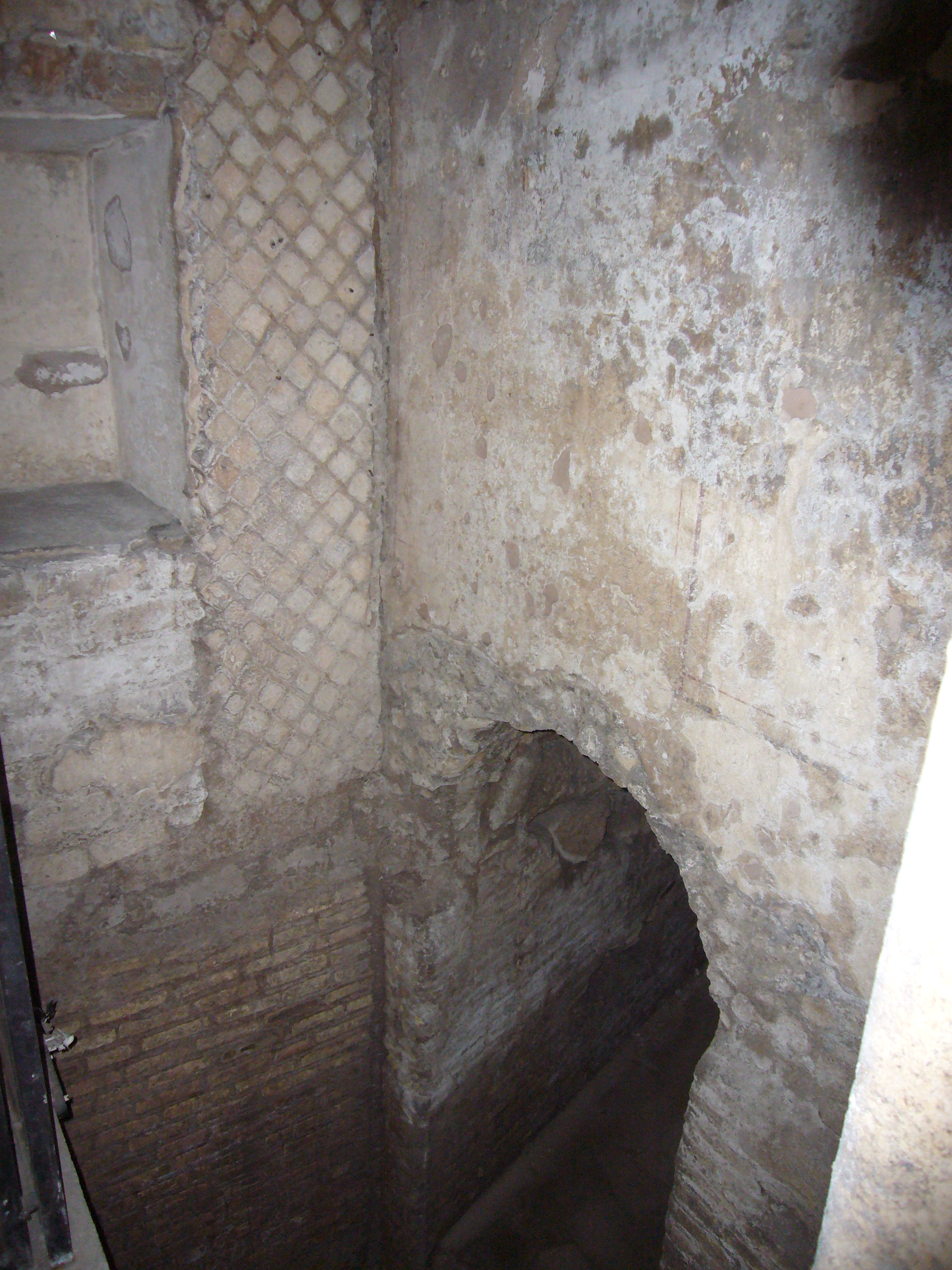
I vari livelli degli scavi